# Podsavezna nogometna liga Vukovar 1969./70.
Podsavezna nogometna liga Vukovar (također i kao Liga Nogometnog podsaveza Vukovar) je bila liga četvrtog stupnja nogometnog prvenstva Jugoslavije u sezoni 1969./70. 
 
Sudjelovalo je ukupno 12 klubova, a prvak je bio klub "Sremac" iz Bogdanovaca.  

## Ljestvica
| mj. | klub               | ut. | pob. | ner. | por. | gol+ | gol- | bod     |
| --- | ------------------ | --- | ---- | ---- | ---- | ---- | ---- | ------- |
| 1.  | Sremac Bogdanovci  | 22  | 16   | 3    | 3    | 81   | 27   | 35      |
| 2.  | Vuteks Vukovar     | 22  | 15   | 3    | 4    | 59   | 22   | 33      |
| 3.  | Radnički Vukovar   | 22  | 14   | 3    | 5    | 66   | 38   | 31      |
| 4.  | Negoslavci         | 22  | 12   | 3    | 7    | 52   | 36   | 27      |
| 5.  | Fruškogorac Ilok   | 22  | 11   | 4    | 7    | 69   | 37   | 24 (-2) |
| 6.  | Sinđelić Trpinja   | 22  | 10   | 3    | 9    | 57   | 44   | 23      |
| 7.  | Bršadin            | 22  | 11   | 1    | 10   | 40   | 42   | 23      |
| 8.  | Sloga Pačetin      | 22  | 7    | 3    | 12   | 46   | 62   | 17      |
| 9.  | Borac Bobota       | 22  | 6    | 5    | 11   | 37   | 65   | 17      |
| 10. | Partizan Lovas     | 22  | 7    | 0    | 15   | 38   | 83   | 14      |
| 11. | Građevinar Vukovar | 22  | 3    | 4    | 15   | 37   | 82   | 10      |
| 12. | Hajduk Tovarnik    | 22  | 3    | 2    | 17   | 19   | 70   | 8       |

## Rezultatska križaljka
| kratica | klub               | BOR | BRŠ | FRU | GRA | HAJ | NEG | PAR | RAD | SIN | SLO | SRE | VUK |
| --- | ------------------ | --- | --- | --- | --- | --- | --- | --- | --- | --- | --- | --- | --- |
| BOR | Borac Bobota       |     |     |     |     |     |     |     |     |     |     |     |     |
| BRŠ | Bršadin            |     |     |     |     |     |     |     |     |     |     |     |     |
| FRU | Fruškogorac Ilok   |     |     |     |     |     |     |     |     |     |     |     |     |
| GRA | Građevinar Vukovar |     |     |     |     |     |     |     |     |     |     |     |     |
| HAJ | Hajduk Tovarnik    |     |     |     |     |     |     |     |     |     |     |     |     |
| NEG | Negoslavci         |     |     |     |     |     |     |     |     |     |     |     |     |
| PAR | Partizan Lovas     |     |     |     |     |     |     |     |     |     |     |     |     |
| RAD | Radnički Vukovar   |     |     |     |     |     |     |     |     |     |     |     |     |
| SIN | Sinđelić Trpinja   |     |     |     |     |     |     |     |     |     |     |     |     |
| SLO | Sloga Pačetin      |     |     |     |     |     |     |     |     |     |     |     |     |
| SRE | Sremac Bogdanovci  |     |     |     |     |     |     |     |     |     |     |     |     |
| VUT | Vuteks Vukovar     |     |     |     |     |     |     |     |     |     |     |     |     |
| |                    |     |     |     |     |     |     |     |     |     |     |     |     |
| podebljan rezultat - utakmice od 1. do 11. kola (1. utakmica između klubova) rezultat normalne debljine - utakmice od 12. do 22. kola (2. utakmica između klubova) rezultat nakošen - nije vidljiv redoslijed odigravanja međusobnih utakmica iz dostupnih izvora rezultat smanjen * - iz dostupnih izvora nije uočljiv domaćin susreta prekrižen rezultat - poništena ili brisana utakmica p - utakmica prekinuta 3:0 p.f. / 0:3 p.f. - rezultat 3:0 bez borbe |                    |     |     |     |     |     |     |     |     |     |     |     |     |

 Izvori:

## Unutrašnje poveznice
- Slavonska zona 1969./70.